# Ostseestadion
L'Ostseestadion è uno stadio situato nella città di Rostock, in Germania, e può contenere 29.000 spettatori. Ospita le partite casalinghe dell'Hansa Rostock dal 1954.
Lo stadio è stato inaugurato il 27 giugno 1954, il cui nome si può tradurre con "Stadio del Mar Baltico", ed ha presto subito alcuni interventi di manutenzione: nel 1960 si è proceduto con l'installazione di un nuovo sistema di illuminazione in sostituzione di quello già in uso, mentre nel 2001 si è operata una restaurazione generale ed un ampliamento della capacità. Nel 2007 l'Hansa Rostock ha venduto i diritti del nome alla Deutsche Kreditbank, e dal 2007 al 2015 ha assunto il nome di DKB-Arena.